# 大須賀虔
大須賀 虔（おおすか けん、1944年4月10日 - 2001年9月27日）は、日本の法学者。専門は民事訴訟法。学位は、法学博士（東京大学・1975年）（学位論文「民事上告法の基礎的問題-制度目的との関連に於ける一考察-」）。成城大学名誉教授。民事上告制度と国際民事訴訟法に関する業績が多い。2001年9月27日に逝去。享年57。

## 略歴

### 学歴
- 1958年3月 立教小学校卒業
- 1960年3月 立教中学校卒業
- 1963年3月 立教高等学校卒業
- 1967年3月 立教大学法学部法学科卒業
- 1971年3月 東京大学大学院法学政治学研究科修士課程修了（法学修士）
- 1975年9月 東京大学大学院法学政治学研究科博士課程修了（法学博士）

### 職歴
- 1976年4月 成城大学法学部専任講師
- 1979年4月 成城大学法学部助教授
- 1986年4月 成城大学法学部教授
- 2001年9月 成城大学名誉教授（追贈）

#### 学内における役職
- 1993年4月 成城大学教務部長（1995年3月まで）
- 1994年4月 成城大学入試広報部長（1995年3月まで）
- 1996年11月 成城大学評議員（1998年10月まで）
- 1997年4月 成城大学就職部長（1999年3月まで）
- 1999年4月 成城大学評議員（2001年3月まで）

## 著書
- 『注釈民事訴訟法（4）』共著（有斐閣、1997年）
- 『注釈民事訴訟法（8）』共著（有斐閣、1998年）